# Кріс Бош
Крістофер Бош (англ. Christopher Bosh; *24 березня 1984, Даллас, Техас) — американський професійний баскетболіст. Виступає за команду НБА «Маямі Гіт» під 1 номером. Позиція — важкий форвард.

## Кар'єра в НБА
Бош був обраний «Торонто Репторз» під четвертим загальним номером драфту 2003. У дебютному сезоні був змушений грати на незвичній для себе позиції, оскільки у клубі були проблеми з центровим. Результати Боша в дебютному сезоні — перший серед новачків за підбираннями за гру (7.4) та блокшотами за гру (1.41); 557 підбирань за сезон — новий рекорд «Репторз» для новачків. Був обраний до першої команди новачків НБА.
У сезоні 2004-05 Бош вперше двічі був названий гравцем тижня. Він також вперше був обраний гравцем матчу всіх зірок НБА.
У сезоні 2006-07 Бош був обраний гравцем стартової п'ятірки матчу всіх зірок НБА. Також він був обраний гравцем місяця у січні 2007. Вперше в кар'єрі Кріс потрапив у плей-оф, але «Репторз» не змогли пробитись навіть у другий раунд. У наступному сезоні «Репторз» повторили цей результат, а у 2008-09 взагалі не пробились у плей-оф НБА.
9 липня 2010 Бош офіційно став гравцем «Гіт». Він не лише ввійшов у історію «Репторз», як рекордсмен у багатьох категоріях, а й виявився одним з трьох гравців НБА, котрі за 2003-2010 (за ті 7 сезонів, котрі Бош провів у «Репторз») набрали не менше 10000 очок, 4500 підбирань на 600 блокшотів.

### Статистика кар'єри в НБА

#### Регулярний сезон
| Сезон    | Команда         | GP  | GS  | MPG  | FG%  | 3P%  | FT%  | RPG  | APG | SPG | BPG | PPG  |
| -------- | --------------- | --- | --- | ---- | ---- | ---- | ---- | ---- | --- | --- | --- | ---- |
| 2003–04  | Торонто Репторз | 75  | 63  | 33.5 | .459 | .357 | .701 | 7.4  | 1.0 | .8  | 1.4 | 11.5 |
| 2004–05  | Торонто Репторз | 81  | 81  | 37.2 | .471 | .300 | .760 | 8.9  | 1.9 | .9  | 1.4 | 16.8 |
| 2005–06  | Торонто Репторз | 70  | 70  | 39.3 | .505 | .000 | .816 | 9.2  | 2.6 | .7  | 1.1 | 22.5 |
| 2006–07  | Торонто Репторз | 69  | 69  | 38.5 | .496 | .343 | .785 | 10.7 | 2.5 | .6  | 1.3 | 22.6 |
| 2007–08  | Торонто Репторз | 67  | 67  | 36.2 | .494 | .400 | .844 | 8.7  | 2.6 | .9  | 1.0 | 22.3 |
| 2008–09  | Торонто Репторз | 77  | 77  | 38.0 | .487 | .245 | .817 | 10.0 | 2.5 | .9  | 1.0 | 22.7 |
| 2009–10  | Торонто Репторз | 70  | 70  | 36.1 | .518 | .364 | .797 | 10.8 | 2.4 | .6  | 1.0 | 24.0 |
| 2010–11  | Маямі Гіт       | 77  | 77  | 36.3 | .496 | .240 | .815 | 8.3  | 1.9 | .8  | .6  | 18.7 |
| 2011–12† | Маямі Гіт       | 57  | 57  | 35.2 | .487 | .286 | .821 | 7.9  | 1.8 | .9  | .8  | 18.0 |
| 2012–13† | Маямі Гіт       | 74  | 74  | 33.2 | .535 | .284 | .798 | 6.8  | 1.7 | .9  | 1.4 | 16.6 |
| 2013–14  | Маямі Гіт       | 79  | 79  | 32.0 | .516 | .339 | .820 | 6.6  | 1.1 | 1.0 | 1.0 | 16.2 |
| 2014–15  | Маямі Гіт       | 44  | 44  | 35.4 | .460 | .375 | .772 | 7.0  | 2.2 | .9  | .6  | 21.1 |
| 2015–16  | Маямі Гіт       | 53  | 53  | 33.5 | .467 | .365 | .795 | 7.4  | 2.4 | .7  | .6  | 19.1 |
| Кар'єра  | Кар'єра         | 893 | 881 | 35.8 | .494 | .335 | .799 | 8.5  | 2.0 | .8  | 1.0 | 19.2 |
| All-Star | All-Star        | 9   | 3   | 19.4 | .524 | .333 | .533 | 5.1  | 1.1 | 1.0 | .2  | 10.9 |

#### Плей-оф
| Сезон   | Команда         | GP | GS | MPG  | FG%  | 3P%  | FT%  | RPG | APG | SPG | BPG | PPG  |
| ------- | --------------- | -- | -- | ---- | ---- | ---- | ---- | --- | --- | --- | --- | ---- |
| 2007    | Торонто Репторз | 6  | 6  | 37.0 | .396 | .200 | .842 | 9.0 | 2.5 | .8  | 1.8 | 17.5 |
| 2008    | Торонто Репторз | 5  | 5  | 39.8 | .472 | .143 | .833 | 9.0 | 3.6 | 1.6 | .4  | 24.0 |
| 2011    | Маямі Гіт       | 21 | 21 | 39.7 | .474 | .000 | .814 | 8.5 | 1.1 | .7  | .9  | 18.6 |
| 2012†   | Маямі Гіт       | 14 | 10 | 31.4 | .493 | .538 | .827 | 7.8 | .6  | .4  | 1.0 | 14.0 |
| 2013†   | Маямі Гіт       | 23 | 23 | 32.7 | .458 | .405 | .733 | 7.3 | 1.5 | 1.0 | 1.6 | 12.1 |
| 2014    | Маямі Гіт       | 20 | 20 | 34.3 | .507 | .405 | .750 | 5.6 | 1.1 | .9  | 1.0 | 14.9 |
| Кар'єра | Кар'єра         | 89 | 85 | 35.2 | .473 | .386 | .800 | 7.5 | 1.3 | .8  | 1.1 | 15.6 |

## Національна збірна
У складі збірної США з баскетболу Бош став чемпіоном Олімпійських ігор 2008 року та бронзовим призером чемпіонату світу 2006 року. Кріс Бош відмовився від участі у Олімпійських іграх 2012 року через травму.